# Doubravice (České Budějovice)
Doubravice é uma comuna checa localizada na região da Boêmia do Sul, distrito de České Budějovice.